# Live in Japan (Deep Purple)
Live in Japan è una raccolta dei Deep Purple contenente i tre concerti in terra giapponese del tour di Machine Head del 1972, più precisamente quelli di Osaka (15 e 16 agosto) e Tokyo (17 agosto).
Per problemi di spazio e per favorire l'inserimento di altri brani, dalla raccolta sono state escluse  "Smoke on the Water" (Osaka 15/08) e "The Mule" (Tokyo 17/08). Questi brani sono presenti nella versione originale del live ovvero il celebre Made in Japan.

## Tracce

### Disco 1
Good Morning - Osaka 15/08/72
1. Highway Star
2. Child in Time
3. The Mule (Drum solo)
4. Strange Kind of Woman
5. Lazy
6. Space Truckin'
7. Black Night (Encore)

### Disco 2
Next week we're turning professional - Osaka 16/08/72
1. Highway star
2. Smoke on the water
3. Child in time
4. The mule (Drum solo)
5. Strange kind of woman
6. Lazy
7. Space truckin'

### Disco 3
Can we have everything louder than everything else? - Tokyo 17/08/72
1. Highway star
2. Smoke on the water
3. Child in time
4. Strange kind of woman
5. Lazy
6. Space truckin'
7. Speed king

## Formazione
- Ian Gillan - voce
- Ritchie Blackmore - chitarra
- Jon Lord - organo, tastiera
- Roger Glover - basso
- Ian Paice - batteria

1. ↑  (EN) Oricon Album Chart Book: Complete Edition 1970-2005, Roppongi, Oricon Entertainment, 2006, ISBN 4-87131-077-9.